# Alpino di Châlons

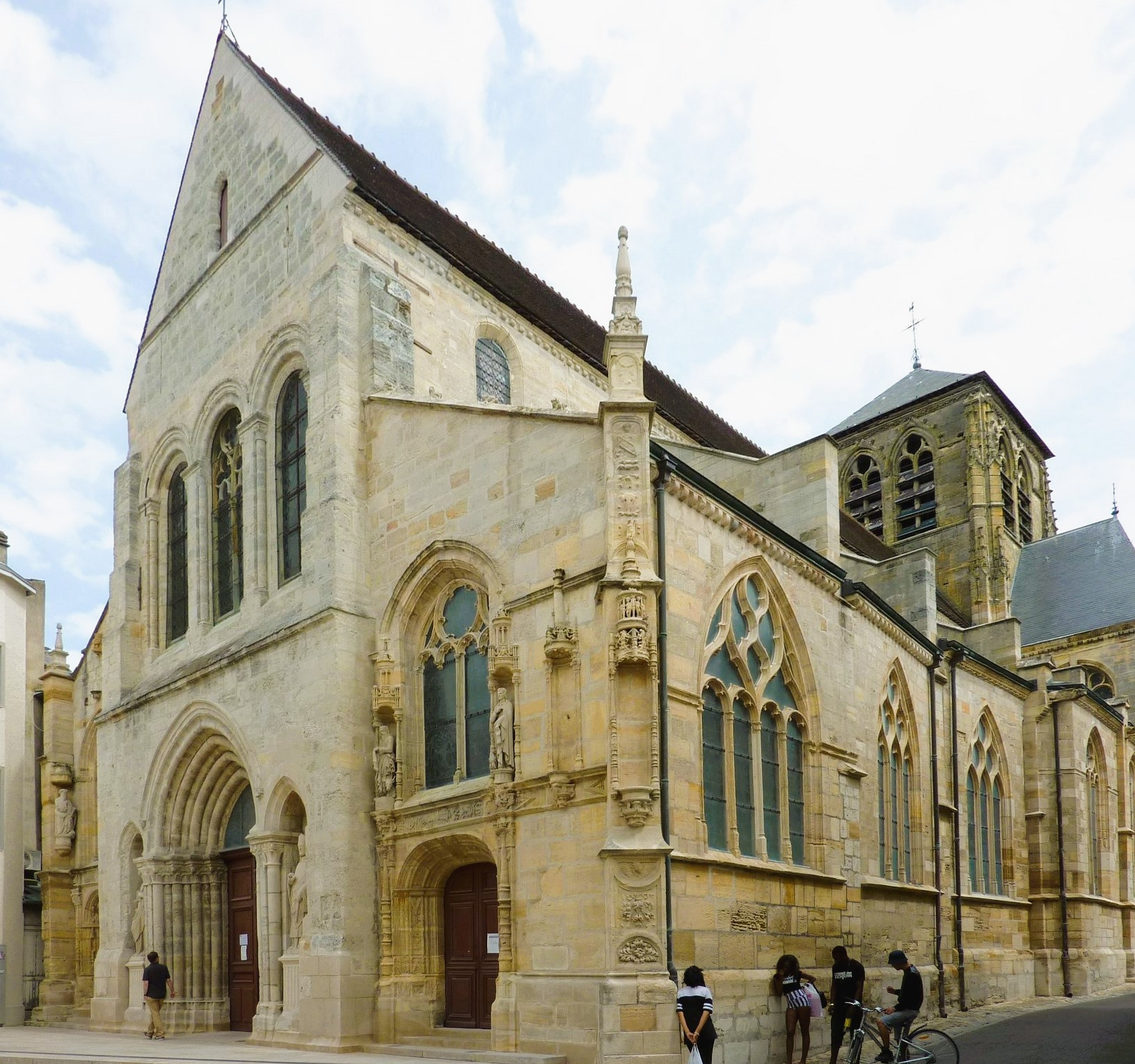
La chiesa di sant'Alpino di Châlons-en-Champagne, dove sono raccolte le reliquie del santo.

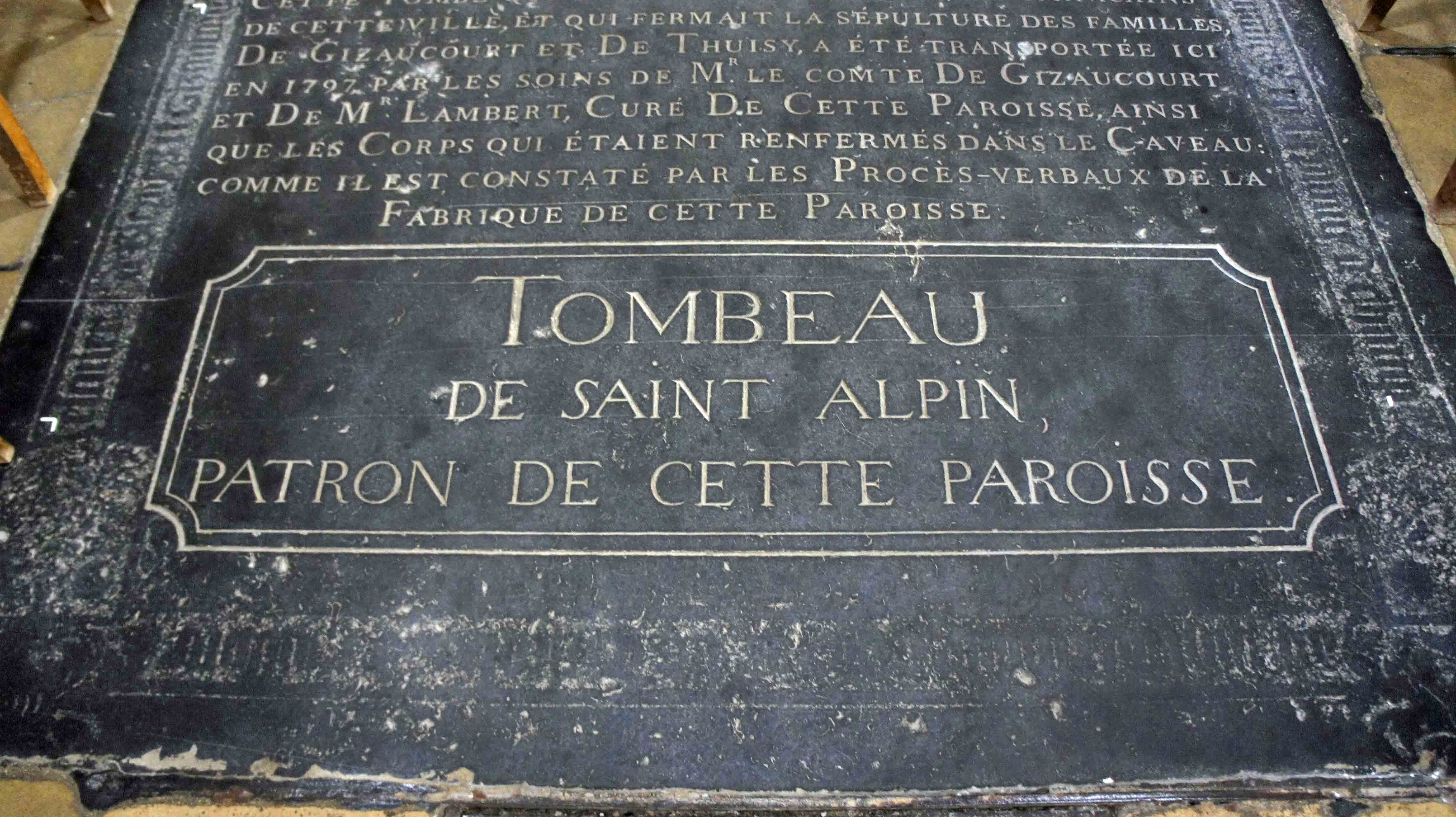
Lastra tombale di sant'Alpino nella chiesa omonima di Châlons-en-Champagne.

Alpino o Albino (Baye, ... – Châlons, V secolo) è stato vescovo di Châlons, venerato come santo dalla Chiesa cattolica.

## Dati storici e culto
Non esistono dati storici coevi che documentino con più precisione la cronologia della vita di questo vescovo di Châlons. L'unico dato storico certo è che esercitò il suo episcopato all'epoca di Lupo di Troyes, che fu vescovo dal 426/7 al 478/9. La sede di Châlons era occupata nel 461 da Amandino, che prese parte in quell'anno ad un concilio celebrato a Tours. L'episcopato di Alpino si colloca necessariamente o prima o dopo il 461. Un catalogo episcopale di Châlons, risalente al medioevo, menziona Alpino all'8º posto tra i vescovi Provinto e Amandino. Gli studi sulla figura di questo santo invece si dividono sulla cronologia del suo episcopato, ponendolo o prima o dopo il 461.
Di questo santo vescovo esistono due Vitae medievali dallo scarso valore storico. Alpino sarebbe stato consacrato vescovo da Nicasio di Reims († 407 o 451), avrebbe fatto un viaggio in Britannia per confutare le idee di Pelagio († 427), sarebbe stato tra i vescovi che fermarono l'avanzata di Attila nel 451, e sarebbe morto dopo 47 anni di episcopato.
Le reliquie di sant'Alpino furono scoperte durante l'episcopato di Erchenrado (metà del IX secolo) e traslate nella chiesa che oggi porta il nome del santo.
Il Martirologio Romano fa memoria di Alpino il 7 settembre, e lo ricorda con queste parole: